# Rue Serge-Prokofiev
La rue Serge-Prokofiev est une voie du 16e arrondissement de Paris, en France.

## Situation et accès

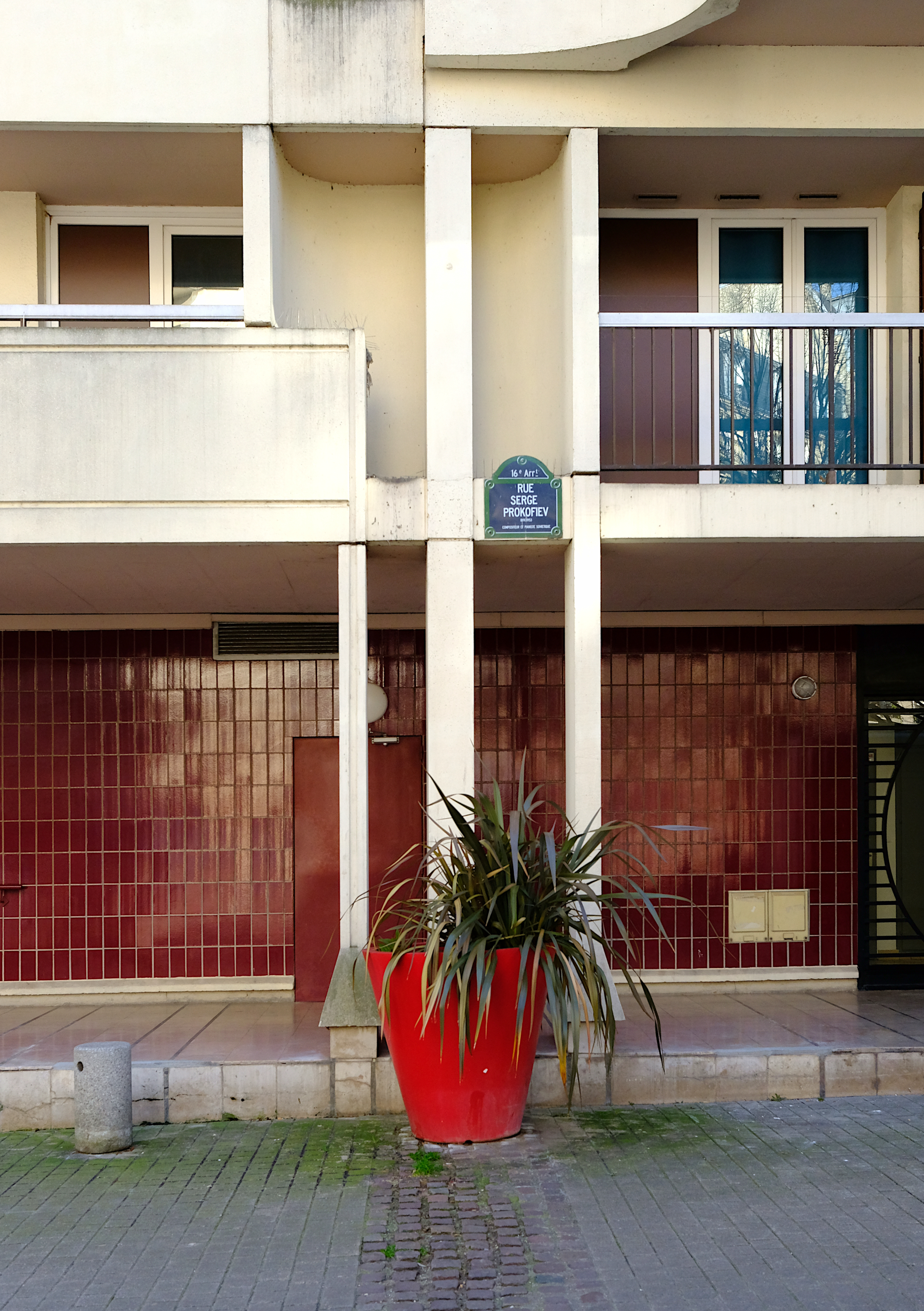
La rue en mars 2025.

La rue Serge-Prokofiev est une voie située dans le 16e arrondissement de Paris. Elle débute au 64, avenue Mozart et se termine en impasse.
Elle jouxte la place du Préfet-Claude-Érignac.
La rue est desservie par la ligne 9 aux stations Jasmin et Ranelagh.

## Origine du nom

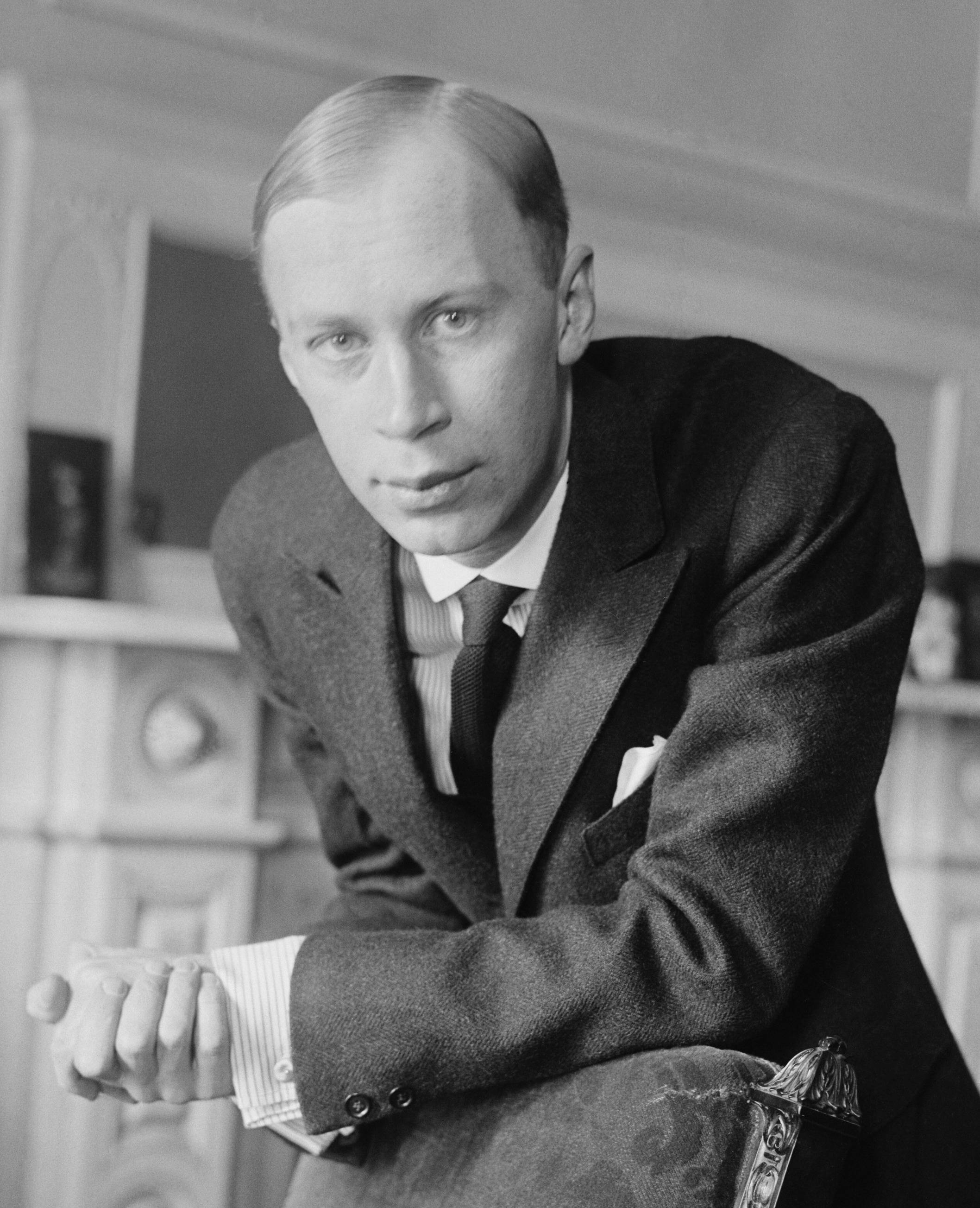
Sergueï Prokofiev, vers 1918.

Elle porte le nom du compositeur et pianiste russe Serge Prokofiev (1891-1953).

## Historique
Cette voie, ouverte sous le nom provisoire de « voie AP/16 », prend sa dénomination actuelle par un arrêté municipal du 3 février 1988.